# Le Petit Ange au dauphin
Le Petit Ange au dauphin (en italien : Putto con delfino) est une sculpture en bronze (hauteur 67 cm) d'Andrea del Verrocchio réalisée entre vers 1475 et 1481. L'œuvre est conservée au centre de la place de l'ancien puits au Palazzo Vecchio de Florence. Léonard de Vinci y aurait participé.

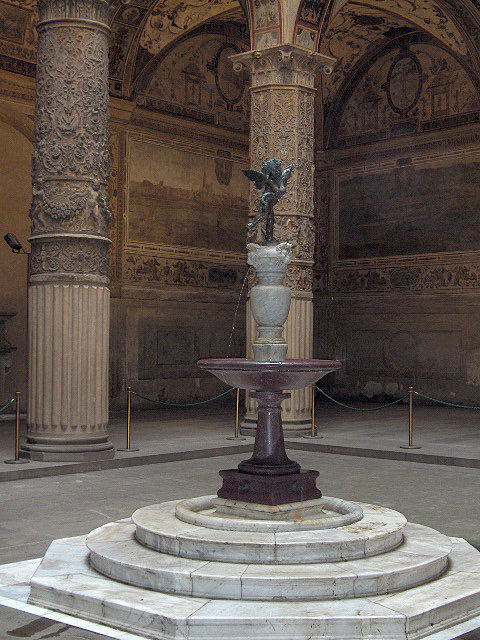
L'Enfant au dauphin en place.